# 弗莱阿克
弗莱阿克（法語：Fléac，法語發音：[fleak]）是法国夏朗德省的一个市镇，属于昂古莱姆区。

## 地理
弗莱阿克（45°39'55"N, 0°5'37"E）面积12.6 平方千米，位于法国新阿基坦大区夏朗德省，该省份为法国西部内陆省份，北起德塞夫勒省和维埃纳省，东临上维埃纳省，东南至多尔多涅省，南至多爾多涅省，西接滨海夏朗德省。
与弗莱阿克接壤的市镇（或旧市镇、城区）包括：昂古莱姆、努埃尔河畔阿涅尔、利纳尔、内尔萨克、圣米歇尔、圣萨蒂南、夏朗德河畔圣伊里耶、万代勒。

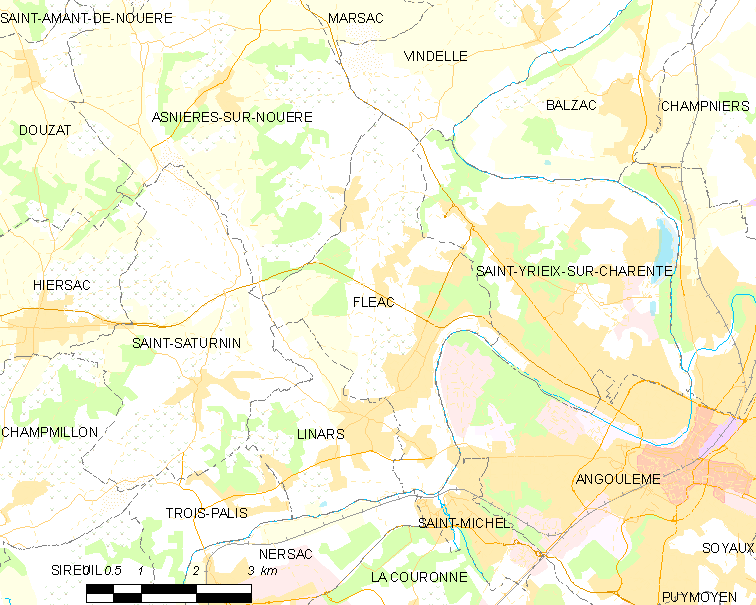
弗莱阿克的OSM定位图

弗莱阿克的时区为UTC+01:00、UTC+02:00（夏令时）。

## 行政
弗莱阿克的邮政编码为16730，INSEE市镇编码为16138。

## 政治
弗莱阿克所属的省级选区为昂古莱姆第一县。

## 人口

1962-2008年间弗莱阿克人口变化图示

弗莱阿克于2022年1月1日时的人口数量为3856人。